# Thomas Hoo, 1. Baron Hoo

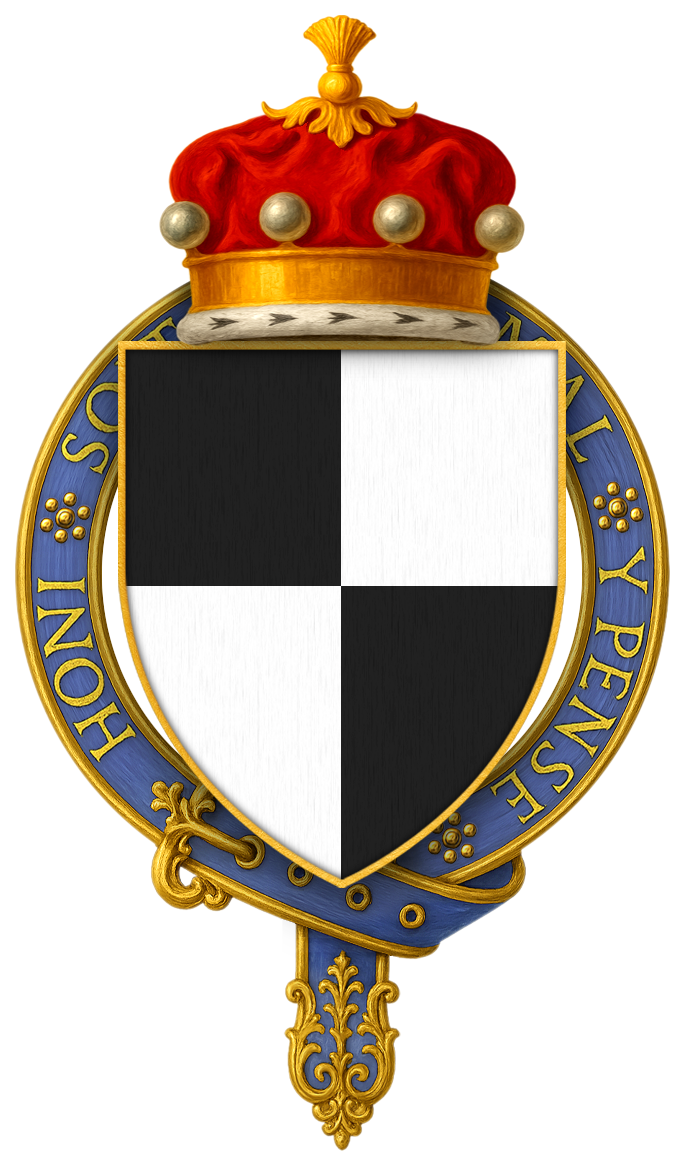
Wappen des Thomas Hoo, 1. Baron Hoo

Thomas Hoo, 1. Baron Hoo, KG (auch Baron Hoo and Hastings; * um 1396; † 13. Februar 1455) war ein englischer Adliger und Höfling.

## Leben
Thomas Hoo war der Sohn und Erbe des Sir Thomas Hoo († 1420) aus dessen erster Ehe mit Eleanor de Felton, Tochter des Sir Thomas Felton, KG († 1381). Beim Tod seines Vaters erbte er dessen Ländereien, insbesondere dessen Güter in Luton, Bedfordshire, und Mulbarton, Norfolk. Von Februar bis November 1430 hatte er das Amt des Sheriffs von Bedfordshire und Buckinghamshire inne.
Unter König Heinrich VI. nahm er an den Kämpfen des Hundertjährigen Krieges in Frankreich teil und zeichnete sich dabei besonders aus. Heinrich VI. ernannt ihn 1435 zu seinem Siegelbewahrer in Frankreich und von 1436 bis 1439 war er dessen Kanzler in Frankreich. 1439 belehnte ihn der König mit dem Rape of Hastings in Sussex, einschließlich der Stadt und Burg. 1445 wurde er als Knight Companion in den Hosenbandorden aufgenommen. Am 2. Juni 1448 wurde er durch Letters Patent zum Baron Hoo, of Hoo in the County of Bedford and of Hastings in the County of Sussex, erhoben und entsprechend als Mitglied des House of Lords 1449 und 1453 per Writ of Summons zu den Sitzungen des Englischen Parlaments geladen.

## Ehen und Nachkommen
In erster Ehe heiratete er Elizabeth, Tochter des Sir Nicholas Wychingham. Mit ihr hatte er eine Tochter:
- Ann Hoo (um 1425–um 1484) ⚭ Sir Geoffrey Boleyn.

Spätestens 1446 heiratete er in zweiter Ehe Eleanor, Tochter des Lionel de Welles, 6. Baron Welles. Mit ihr hatte er drei Töchter:
- Jane Hoo (* um 1448);
- Eleanor Hoo (* um 1450) ⚭ James Carew, Eltern des Sir Richard Carew;
- Elizabeth Hoo (* um 1451) ⚭ Sir John Devenish.

Da er keine Söhne hinterließ, erlosch sein Baronstitel mit seinem Tod am 13. Februar 1455.
Seine Witwe heiratete später in zweiter Ehe James Lawrence und in dritter Ehe Hugh Hastings.